# 神南辺町
神南辺町（かんなべちょう）は、大阪府堺市堺区にある地名。2024年現在の行政地名は神南辺町一丁から神南辺町六丁。住居表示は未実施。

## 地理
堺区の中央部に位置する。北は山本町、南東は材木町西・車之町西、西は塩浜町に接する。東から順に一丁から六丁がある。

### 河川
- 内川
  - 宿屋橋
- 古川
  - 古川橋

## 歴史

### 地名の由来
江戸後期の僧、神南辺道心が当地に住んでいたことに由来する。

### 沿革
- 1945年（昭和20年）、堺市神南辺通1 - 8丁と元宮通1 - 9丁の一部より神南辺町成立[7]。
- 2006年（平成18年）、堺市が政令指定都市に移行し、行政区を設置。神南辺町は堺区の所属となる。

## 世帯数と人口
2024年（令和6年）10月31日現在の世帯数と人口は以下の通りである。
| 丁                 | 世帯数  | 人口    |
| ------------------ | ------- | ------- |
| 神南辺町一丁       | 92世帯  | 162人   |
| 神南辺町二丁・四丁 | 466世帯 | 943人   |
| 神南辺町三丁       | -       | -       |
| 神南辺町五丁       | -       | -       |
| 神南辺町六丁       | -       | -       |
| 計                 | 558世帯 | 1,105人 |

### 人口の変遷
| 1995年（平成7年）  | 1,434人 | [ 8 ]  |  |
| 2000年（平成12年） | 1,355人 | [ 9 ]  |  |
| 2005年（平成17年） | 1,297人 | [ 10 ] |  |
| 2010年（平成22年） | 1,232人 | [ 11 ] |  |
| 2015年（平成27年） | 1,188人 | [ 12 ] |  |
| 2020年（令和2年）  | 1,130人 | [ 13 ] |  |

### 世帯数の変遷
| 1995年（平成7年）  | 517世帯 | [ 8 ]  |  |
| 2000年（平成12年） | 499世帯 | [ 9 ]  |  |
| 2005年（平成17年） | 507世帯 | [ 10 ] |  |
| 2010年（平成22年） | 501世帯 | [ 11 ] |  |
| 2015年（平成27年） | 512世帯 | [ 12 ] |  |
| 2020年（令和2年）  | 539世帯 | [ 13 ] |  |

## 学区
市立小・中学校に通う場合、学区は以下の通りとなる。
| 丁           | 番地  | 小学校           | 中学校           |
| ------------ | ----- | ---------------- | ---------------- |
| 神南辺町一丁 | 全域※ | 堺市立三宝小学校 | 堺市立月州中学校 |
| 神南辺町二丁 | 全域※ | 堺市立三宝小学校 | 堺市立月州中学校 |
| 神南辺町三丁 | 全域※ | 堺市立三宝小学校 | 堺市立月州中学校 |
| 神南辺町四丁 | 全域※ | 堺市立三宝小学校 | 堺市立月州中学校 |
| 神南辺町五丁 | 全域※ | 堺市立三宝小学校 | 堺市立月州中学校 |
| 神南辺町六丁 | 全域※ | 堺市立三宝小学校 | 堺市立月州中学校 |

※許可校への指定校変更可能

## 事業所
2021年（令和3年）現在の経済センサス調査による事業所数と従業員数は以下の通りである。
| 丁           | 事業所数 | 従業員数 |
| ------------ | -------- | -------- |
| 神南辺町一丁 | 24事業所 | 412人    |
| 神南辺町二丁 | 11事業所 | 62人     |
| 神南辺町三丁 | 8事業所  | 169人    |
| 神南辺町四丁 | 7事業所  | 277人    |
| 神南辺町五丁 | 6事業所  | 156人    |
| 神南辺町六丁 | 3事業所  | 211人    |
| 計           | 59事業所 | 1,287人  |

## 交通

### バス
- 大阪シティバス[17]
  - 89号系統：北公園前
- 南海バス[18]
- 16・17・81・81L・83・83L・84・84L系統：三宝公園前

### 道路
- 海岸通り（国道26号）
- 大阪府道29号大阪臨海線

## 施設
- 堺市立月州中学校
- 堺自動車教習所
- 古川下水ポンプ場
- 神南辺町とけいそう公園

## 郵便
- 郵便番号：590-0984[3]（集配局：堺郵便局[19]）。

## ギャラリー

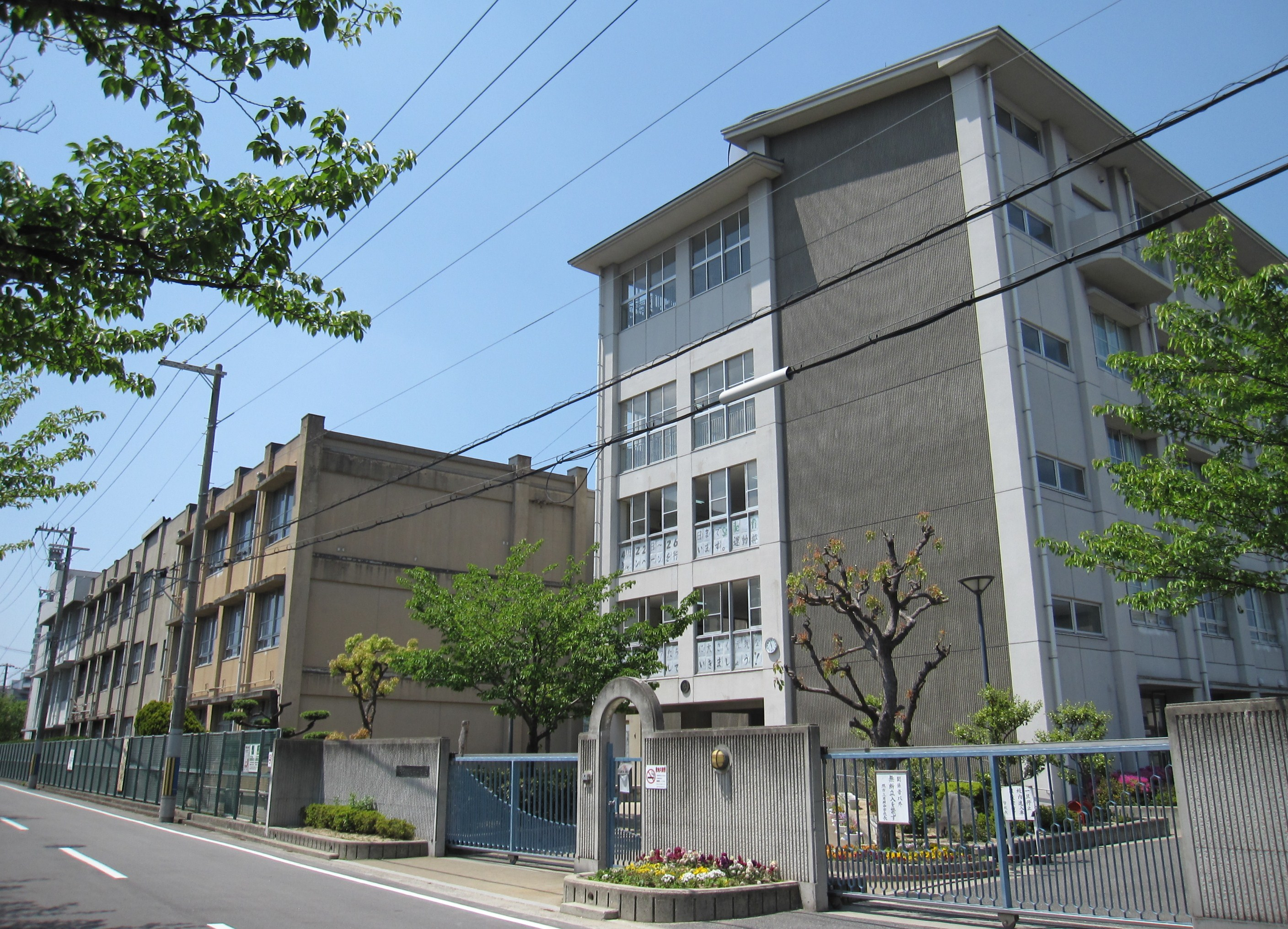
堺市立月州中学校